# João Maria Jonet
João Maria Sousa Alvim Jonet (Cascais, 13 de março de 1988) é um político, comentador televisivo, e consultor político português. É candidato independente à Câmara Municipal de Cascais.

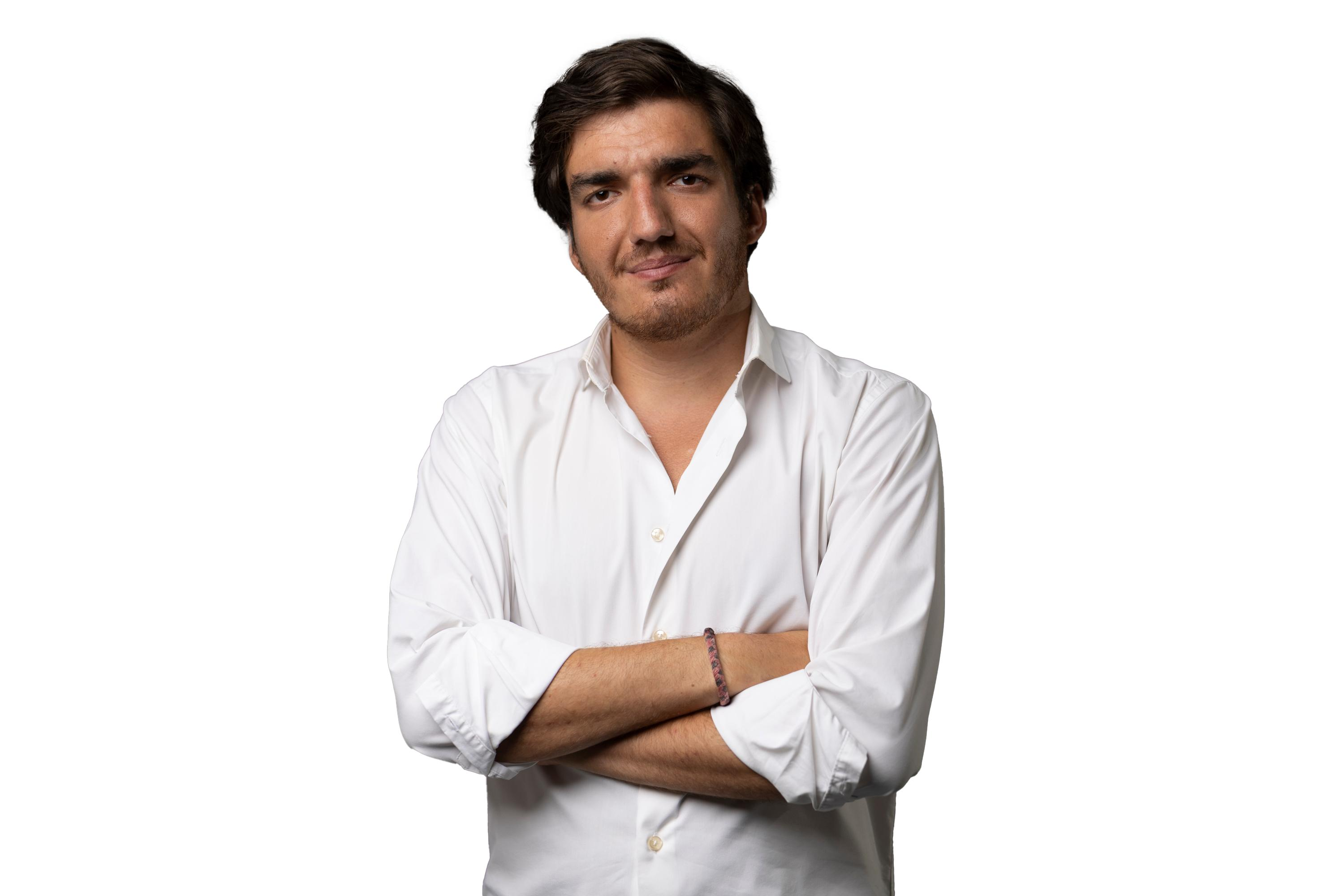
'Dados Pessoais'Nascimento: 13 de março de 1988 (27 anos)
Partido: Independente (2025-Atualidade)Partido Social Democrata (2020-2025)
Profissão: Consultor
Alma mater: Faculdade de Ciências Sociais e Humanas,Universidade Nova de Lisboa

## Família
João Maria Jonet é o primeiro filho de João Maria Mariano de Carvalho Jonet (18 de Julho de 1967) e de Joana Seabra de Sousa Alvim (09 de maio de 1973). 
É bisneto de António Mariano de Carvalho, presidente da Câmara Municipal de Cascais entre 1970 e 1971.
Tetraneto de Mariano de Carvalho, deputado e Ministro da Fazenda e do Reino, (Alenquer, Abrigada, 25 de junho de 1836 - Cascais, Estoril, 19 de outubro de 1905), António Manuel Pedro da Conceição Correia da Silva de Sampaio Melo e Castro, 1º visconde de Castelo Novo (Castelo Branco, Escalos de Cima, 21 de junho de 1853 - 17 de novembro de 1921) e António de Azevedo Castelo Branco, presidente da Câmara Municipal de Lisboa entre 1904 e 1907 (Vila Real, Vilarinho de Samardã, 25 de dezembro de 1842 - 05 de janeiro de 1916).
É também descendente de D. José de Mello da Cunha de Mendonça e Menezes, 4º conde de Castro Marim (Lisboa, Beato, 22 de janeiro de 1809 - Lisboa, Lumiar, Paço do Lumiar, 31 de outubro de 1870) e de Henrique Burnay, 1.º Conde de Burnay.

## Biografia
João Maria Jonet concluiu os estudos secundários na Escola Básica e Secundária da Cidadela, em Cascais. Após isso, em 2019, completou a licenciatura em Ciência Política e Relações Internacionais, na Faculdade de Ciências Sociais e Humanas da Universidade NOVA de Lisboa. 

### Atividade Profissional
Iniciou a sua atividade política em 2017, enquanto gestor de campanha do movimento independente Também És Cascais. Colaborou com o Gabinete de Relações Internacionais do PSD em 2019 e acabou por se juntar ao partido. Em 2020 trabalhou como consultor na Junta de Freguesia da Estrela, tendo saído para colaborar na candidatura autárquica de Carlos Moedas em Fevereiro de 2021.  Voltou a colaborar com o PSD na campanha das legislativas de 2022 e foi assessor político na campanha de Jorge Moreira da Silva para a liderança do partido no mesmo ano. 
Depois de algum tempo como consultor de assuntos públicos para multinacionais, iniciou comentário político regular na SIC Notícias.  Este comentário surgiu na sequência de uma forte presença nas redes sociais com a página de comentário "O Parágrafo" no Instagram  e o Jornal Crónico. Desde Janeiro de 2023 que colabora com a SIC Notícias, tendo transitado do comentário político nacional para o internacional, focado em política norte-americana, quando anunciou a sua intenção de se candidatar à Câmara Municipal de Cascais em Setembro de 2024. 
A sua candidatura independente foi apresentada a 25 de Junho de 2025. 
1. ↑  Santa-Bárbara, Filipe (11 de junho de 2025). «João Maria Jonet avança com candidatura independente à Câmara de Cascais». PÚBLICO. Consultado em 16 de agosto de 2025
2. ↑  LinkedIN https://www.linkedin.com/in/jo%C3%A3o-maria-jonet-50714b146/. Consultado em 16 de agosto de 2025 Em falta ou vazio |título= (ajuda)
3. ↑  «João Maria Jonet». SIC Notícias. Consultado em 16 de agosto de 2025
4. ↑  (PDF) [chrome-extension://efaidnbmnnnibpcajpcglclefindmkaj/https://www.cascais.pt/sites/default/files/anexos/gerais/new/assembleia_municipal.pdf chrome-extension://efaidnbmnnnibpcajpcglclefindmkaj/https://www.cascais.pt/sites/default/files/anexos/gerais/new/assembleia_municipal.pdf]. Cópia arquivada (PDF) em |arquivourl= requer |arquivodata= (ajuda) [chrome-extension://efaidnbmnnnibpcajpcglclefindmkaj/https://www.cascais.pt/sites/default/files/anexos/gerais/new/assembleia_municipal.pdf 🔗] Em falta ou vazio |título= (ajuda)
5. ↑  «João Maria Jonet Um rapaz às direitas (o 10º dos 50 perfis que podem definir o futuro do país)». Expresso. 23 de fevereiro de 2023. Consultado em 16 de agosto de 2025
6. ↑  Penela, Rita. «Diretor de campanha de Moedas e Ferreira Leite na lista de adversário de Newton». Observador. Consultado em 16 de agosto de 2025
7. ↑  Antunes, Rui Pedro. «Os bastidores da campanha de Moreira da Silva. A turbulência pró-Montenegro, quilos de feijão-frade e um exército de 'Moreiminions'». Observador. Consultado em 16 de agosto de 2025
8. ↑  «João Maria Jonet». SIC Notícias. Consultado em 16 de agosto de 2025
9. ↑  «Instagram». www.instagram.com. Consultado em 16 de agosto de 2025
10. ↑  «João Maria Jonet está a "considerar" candidatura independente a Cascais». Expresso. 25 de setembro de 2024. Consultado em 16 de agosto de 2025
11. ↑  «Jonet: Cascais Para Viver». Jonet: CASCAIS PARA VIVER. 1 de agosto de 2025. Consultado em 16 de agosto de 2025